# 若瑟經
若瑟經即聖若瑟經（英語：Prayer to Saint Joseph），為天主教會內廣為流傳之經文，為信徒向聖若瑟祈禱的經文，常被使用於早晚日課中。

## 經文版本
- 聖若瑟經

全能的天主，從開始就把救主基督及祂的母親瑪利亞，託付給聖若瑟照顧。求恩賜你的教會，在聖若瑟的護佑之下，忠實履行你聖子所託付的救世使命。因你的聖子、我們的主耶穌基督，祂和你及聖神，是唯一天主，永生永王。阿們。
- 向聖若瑟誦

吁！大聖若瑟，你在天主寶座前對我們的保護是這樣偉大、有力和迅速，我把所有的旨意和慾望都交給你。吁！大聖若瑟，藉你有力的轉禱，求你在我們的主耶穌基督、你的兒子處，為我求得所有神形恩寵；藉你的助佑，我可以對你這位最慈愛的父親獻上感恩和敬禮。吁！大聖若瑟，我常願默觀你及睡在你手中的小耶穌，當祂在你心旁睡的時侯，我沒膽走近。求你用我的名義擁抱祂，為我親吻祂的聖容，求祂在我臨終時，送還親吻給我。大聖若瑟，臨終者的主保，為我等祈。阿們。
- 求聖若瑟垂佑祝文

有福的大聖若瑟，我們在困難中求了您至聖淨配的幫助之後，又再滿懷信念地奔赴您面前，懇求您的護佑。因著您和無玷童貞天主聖母的相契情愛，以及您對聖子耶穌所發的仁慈父愛，我們懇求您記著我們是耶穌聖血所置的嗣業，而惠然前來眷顧我們，在我們困難急需中，用您的大能慨然幫助我們。籲，聖家的勤謹守護人，請您保佑耶穌基督所選的後裔。籲，至愛的慈父，請您幫助我們戰勝魔鬼，抗拒邪說與物質的誘惑。我們的大主保，一如從前當耶穌聖嬰有性命危險的時候，您救了祂一樣，現在也求您同樣地保護聖教會，使她脫免仇敵的惡計和其他的困難危險。並請您也常保護我們每一個人，使我們能效法您的榜樣，靠著您的助佑，在世聖善地生活，而當我們生命結束時，能獲得善終，得享天國永福。阿們。
- 向勞工主保聖若瑟誦

榮福大聖若瑟，一切勞工的模範，望您為我求得聖寵，使我為做補贖而工作，以贖我一而再所犯的罪過；使我能按良心而工作，尊重職責，不隨己好；使我以知恩和喜樂的心情來工作，因著我的工作，能善用天主所給我的才幹，大大開展天主所賜給我的恩典，作為我的榮幸；使我循序、安心、莊敬和忍耐地工作，不要為了勞役或困難而心生畏怯；使我能以更純正的意向和克己的心思來工作；常念著死期，認清我在職務上所負的債，例如：耽誤時間，吝用才幹，忽略行善的機會，有成就便生虛榮心而加害靈魂等，凡此種種，我都該清楚地交代。吁！大聖若瑟，凡我所做的一切，全為耶穌，全靠聖母，效法您的善表，這就是我一生到死所要信守的箴言。阿們。